# Франсіско Сагасті
Франсіско Рафае́ль Сага́сті Гохга́услер, також Саґа́сті (10 жовтня 1944 , Ліма ) — перуанський політичний діяч, інженер і письменник; колишній президент Конгресу Перу (16 листопада 2020 — 26 липня 2021) та президент Перу (17 листопада 2020 — 28 липня 2021). З березня 2020 року до липня 2021 року був членом Конгресу в окрузі Ліма, представляв Фіолетову партію.
9 листопада 2020 року Конгрес Перу оголосив імпічмент обвинуваченому в хабарництві президентові Мартіну Віскаррі; виконувачем обов'язків глави держави став очільник Конгресу Мануель Меріно. Численні прихильники Віскаррі, незгодні з відкликанням президента, вийшли на протести, що переросли у насильницькі зіткнення з правоохоронцями. Після цих подій Меріно подав у відставку, а новим тимчасовим президентом Конгрес обрав Франсіско Сагасті — представника єдиної партії, що не схвалила імпічмент Віскаррі.

## Біографія

### Раннє життя та освіта
Франсиско Сагасті народився в Лімі, Перу, у родині Франсиско Сагасті Міллера та Ельзи Хоххауслер Райніш (1922—2002). Він є онуком національного героя Франсиско Сагасті Сальданьи, переможця битви при Тарапаці. Родина його матері емігрувала з Австрії та оселилася в Сантьяго-де-Чилі. У Перу його мати працювала журналісткою, писала для газет El Comercio та La Prensa.
Він вступив до Національного університету інженерії, який закінчив зі ступенем у галузі промислової інженерії. Здобув ступінь магістра (MSc) з промислової інженерії в Університеті штату Пенсильванія, а також ступінь доктора філософії з дослідження операцій та науки про соціальні системи в Вортонській школі бізнесу Пенсильванського університету.